# Trichomycterus caliensis
Trichomycterus caliensis är en fiskart som först beskrevs av Eigenmann 1912.  Trichomycterus caliensis ingår i släktet Trichomycterus och familjen Trichomycteridae. Inga underarter finns listade i Catalogue of Life.